# ロバート・ラングドン
ロバート・ラングドン（Robert Langdon）は、ダン・ブラウンのサスペンス小説『天使と悪魔』（2000年）、『ダ・ヴィンチ・コード』（2003年）、『ロスト・シンボル』（2009年）、『インフェルノ』（2013年）、『オリジン』（2018年）にシリーズ主人公として登場する架空の人物。
映画『ダ・ヴィンチ・コード』（2006年）、『天使と悪魔』（2009年）、『インフェルノ』（2016年）ではトム・ハンクスが演じ、日本語吹替版ではハンクスの専属声優の江原正士がいずれも担当している。2021年に放送されたテレビドラマ『ロスト・シンボル』ではアシュリー・ズーカーマンが演じ、日本語吹き替えは諏訪部順一が担当した。

## 人物
ハーヴァード大学教授・宗教象徴学専門。アメリカ人。『天使と悪魔』では45歳。作中ヒロインに好意を抱かれることもあるが徹底した独身主義者。無神論者であるが他の宗教と信仰者に対しても寛容であり、たとえに仏陀やムハンマドを好意的意味合いで引き合いに出すことも多い。むしろ、儀式が形骸化して本来の象徴的意味が忘れ去られ、寛容さをなくした現代の「自称キリスト教徒」を揶揄する発言もある。こうした信仰態度から世間では秘密結社扱いされるフリーメイソン会員の友人も持つが、本人は協会員ではない。
アメリカ合衆国マサチューセッツ州ケンブリッジのヴィクトリア様式の借家に住む。大学では、飛び込み・水球の選手で、学校の生徒からも慕われている。ハリソン・フォードに似ているとよく言われており、学内でのニックネームは“イルカ”。ハリス・ツイードにローファーというスタイルを好み、ミッキー・マウスの時計（プレミア品）を愛用する。時計への愛着は並大抵でなく、『インフェルノ』冒頭で病院のICUから命からがら脱出した際、シエナ医師が血まみれの上着は持ってきたのにミッキーマウスの時計など知らないと発言したことに酷く落ち込む。
フィリップス・エクセター・アカデミー卒業。運転免許は持っているが、オートマ限定でマニュアル車には乗れない。愛車はサーブ900S。
幼少期に両親から離れ、深く狭い井戸の中へ落ちるが、5時間も井戸の水の中で立ち泳ぎをして生きたまま救出されたことから、マスコミに取り上げられたことがあった。しかし、このことが原因で、大人になってからも軽度の閉所恐怖症に悩まされている。作中でも、飛行機やエレベーターに乗ったり、図書館の暗く狭い空間にいる時に気分がすぐれない様子が描かれている。『ダ・ヴィンチ・コード』ではエレベーターに乗るのを断ったり、運送トラックの中で怯えるといった場面があり、『天使と悪魔』では石棺の中に、『ロスト・シンボル』ではTLVのタンクに閉じ込められて臨死体験をする。
「直観像記憶」という特殊能力を持ち、一度目にした象徴の配列を時間をかけて思い出すことができる。また象徴学の権威として当然古文書の解析や暗号解読を得意とするが、それ以外の分野にも博識ぶりを発揮し、ことに建築物や美術品の造詣については非常に詳しい。『インフェルノ』冒頭では銃創で軽い記憶喪失に陥りながら窓越しに見えた建物のシルエットだけでヴェッキオ宮殿だと看破してフィレンツェにいるという確信を得る。また、数字に対するこだわりも常軌を逸しており、講義で学生たちの誤答に対して「惜しい〇千マイル離れた場所だな」などとからかい、歴史的事実も年号だけでなく月日や時分まで判明していれば正確に記憶している。
「ロバート・ラングドン」という名前は、芸術家のジョン・ラングドンからとられている。

## 映画版の設定
大まかな内容は小説版と同じだが、小説と時系列が異なるためいくつか設定が異なる。『ダ・ヴィンチ・コード』が先に映画化された際、設定上で『天使と悪魔』との時系列が逆となったため、『天使と悪魔』ではバチカン側から批判されている。
監督のロン・ハワードがハンクスのキャラクターをよりシリアスなキャラクターに演出させるために、ハンクスの天然パーマの髪型をストレートに矯正させている。ミッキーマウス腕時計は『ダ・ヴィンチ・コード』では付けている描写は表現されなかったが、『天使と悪魔』では逆に腕時計の表現が強調されている。『インフェルノ』では両親から幼い頃に買ってもらった形見であったことが説明され、大機構に拉致された拍子に腕時計が破損する。